# Vogelgrippe H5N8
Vogelgrippe H5N8 ist eine Viruserkrankung der Vögel und eine Form der Geflügelpest, hervorgerufen durch das Influenza-A-Virus H5N8 (abgekürzt auch A/H5N8), das heißt durch einen Subtyp des Influenzavirus, der insbesondere bei Hühnervögeln vorkommt. Sie kann durch Wildvögel auf Zuchtgeflügel übertragen werden.
Bei dem Infektionsgeschehen im Winterhalbjahr 2016/17 handelt es sich laut Friedrich-Loeffler-Institut „um den schwersten jemals in Deutschland registrierten Ausbruch“ der Geflügelpest.

## Risiken für Menschen
Im Februar 2021 wurden erstmals Infektionen bei Menschen diagnostiziert. In Südrussland steckten sich sieben Arbeiter in einem Geflügel-Mastbetrieb bei infizierten Tieren an. Das Risiko für Infektionen beim Menschen gilt dennoch als sehr gering, da eine Mensch-zu-Mensch-Übertragung nicht beobachtet werden konnte.
Gleichwohl empfiehlt das Europäische Zentrum für die Prävention und die Kontrolle von Krankheiten (ECDC) vorsorglich, dass Beschäftigte, die unmittelbaren Kontakt zu infizierten Tieren hatten, zehn Tage lang auf Krankheitssymptome achten sollen, die möglicherweise auf den Kontakt mit Influenza-Viren zurückzuführen sind. Hintergrund dieser Empfehlung ist unter anderem, dass es Todesfälle nach einer Infektion mit dem eng verwandten Subtyp A/H5N6 gab.

## Meldepflicht beim Menschen
In Deutschland ist eine „zoonotische Influenza“ eine meldepflichtige Krankheit nach § 6 Absatz 1 des Infektionsschutzgesetzes. Die namentliche Meldepflicht besteht bei Verdacht, Erkrankung und Tod. Meldepflichtig ist die zoonotische Influenza nach dem Recht Deutschlands durch das Masernschutzgesetz seit dem 1. März 2020.
In Österreich sind „Infektionen mit dem Influenzavirus A/H5N1 oder einem anderen Vogelgrippevirus“ anzeigepflichtige Krankheiten gemäß § 1 Abs. 1 Epidemiegesetz 1950. Die Meldepflicht bezieht sich auf Verdachts-, Erkrankungs- und Todesfälle.
In der Schweiz ist eine „Influenza A HxNy (neuer Subtyp)“ eine meldepflichtige Krankheit und zwar nach dem Epidemiengesetz (EpG) in Verbindung mit der Epidemienverordnung und Anhang 1 der Verordnung des EDI über die Meldung von Beobachtungen übertragbarer Krankheiten des Menschen. Die Pflicht besteht bei klinischem Verdacht und erstreckt sich auch auf die Rücksprache mit Fachärztin oder Facharzt für Infektiologie und die Veranlassung einer erregerspezifischen Labordiagnostik.

## Anzeigepflichtige Tierseuche
Wie alle anderen durch Influenzaviren verursachten Geflügelkrankheiten („Geflügelpest“) ist in Deutschland die Erkrankung eine anzeigepflichtige Tierseuche (§ 1 Nr. 11 der Verordnung über anzeigepflichtige Tierseuchen).

## Nachweise von A/H5N8 bei Tieren

### 1983
Der erste wissenschaftlich dokumentierte Ausbruch von A/H5N8 ereignete sich im November 1983 in einer Geflügelhaltung in Irland. Damals wurden 8000 Puten und 28.000 Hühnerküken getötet, ferner 270.000 Enten, was 97 Prozent des zu diesem Zeitpunkt in Irland kommerziell gehaltenen Entenbestands entsprach.

### 1998 bis 2013
Ab 1998 kam es wiederholt zu Einzelnachweisen bei Wildvögeln und zu Ausbrüchen in Geflügelhaltungen in den USA. Ab 2010 wurden die Viren kontinuierlich auch bei asiatischen Wildvögeln und in Tierbeständen in Asien – insbesondere in Südkorea, in Taiwan und in der Volksrepublik China – nachgewiesen.

### 2014
Eine besonders aggressive (HPAI-)Variante des Subtyps A/H5N8 wurde Anfang 2014 in Südkorea nachgewiesen, wo mehrere Millionen Hühner und Enten getötet wurden; auch Gluckenten und andere Zugvögel waren infiziert und starben. Später wurde der Nachweis geführt, dass diese Variante Ende 2013 bereits in der Volksrepublik China aufgetreten war; durch Zugvögel gelangten die Erreger schließlich über die Behringstraße auch in die USA. Im Dezember 2014 wurde das Virus in der russischen Teilrepublik Jakutien bei einer abgeschossenen wilden Pfeifente nachgewiesen.
Im Dezember 2014 wurde aus den USA bekannt, dass ein privat gehaltener Gerfalke sich im Verlauf der Jagd auf frei fliegende Wildvögel in Whatcom County, Washington, mit A/H5N8 infiziert hatte. Im gleichen County wurde kurz darauf nachgewiesen, dass einige Gene dieser Virusvariante (A/gyrfalcon/WA/41088/2014 H5N8) im Wege der Reassortierung auf A/H5N1 übergegangen sind. Weitere Virusnachweise wurden Anfang 2015 aus den US-Bundesstaaten Kalifornien, Idaho und Nevada sowie aus Kanada bekannt.
Die hochpathogene Variante trat in Deutschland erstmals Anfang November 2014 auf, im Mastputenbetrieb Osterhuber Agrar in Heinrichswalde (Mecklenburg-Vorpommern).
Mitte November 2014 trat dieser Subtyp in einem Legehennenbetrieb im niederländischen Oudewater, Ortsteil Hekendorp, auf; die 150.000 Tiere des Betriebs wurden vorsorglich getötet. Wenig später wurde das Virus in einem Pekingenten-Bestand in Nafferton im Osten von Yorkshire (England) entdeckt. Die Farm wurde betrieben von Cherry Valley Foods, der größten britischen Entenzuchtfirma, die auch Standorte in China und Deutschland hat.
Später wurden erneut Infektionen in den Niederlanden diagnostiziert (Ter Aar, Kamperveen bei Kampen).
Auf der Ostseeinsel Rügen bei Ummanz wurde A/H5N8 im November 2014 erstmals in Europa bei einem Wildvogel, einer im Rahmen des Wildvogelmonitorings geschossenen Krickente, festgestellt.
Da zwischen den Geflügel-Mastbetrieben in Deutschland, in den Niederlanden und in England keine Handelsbeziehungen und keine Tiertransporte stattfanden, gilt eine Übertragung der Viren durch frei lebende Vögel als am wahrscheinlichsten.
Mitte Dezember 2014 wurde das Virus auf einem Geflügelhofbetrieb im Landkreis Cloppenburg in Niedersachsen und in Porto Viro (Italien) nachgewiesen.

### 2015
Anfang Januar 2015 starben im Rostocker Zoo (Mecklenburg-Vorpommern) drei Weißstörche an den Folgen einer Infektion mit A/H5N8; daraufhin wurden neun weitere Störche getötet, bei denen anschließend ebenfalls der Subtyp nachgewiesen wurde. Wenig später wurde die Untersuchung aller 500 gehaltenen Vögel angeordnet und weitere infizierte Vögel getötet, darunter zehn Ibisse und acht Reiher. Zur gleichen Zeit wurde im Landkreis Nordhausen (Thüringen), im Bereich der Aulebener Teiche, eine Stockente geschossen, in der A/H5N8 nachgewiesen wurde, und kurz darauf trat der Subtyp erneut in Mecklenburg-Vorpommern auf, im Haushuhn-Bestand eines Hobbyhalters in Anklam.
Im Februar 2015 wurden in Füzesgyarmat (Ungarn) mehr als 21.000 Stück Geflügel getötet, nachdem der Subtyp in einem Bestand nachgewiesen worden war. Im Februar 2015 erfolgte ferner ein Nachweis bei einem Höckerschwan in Schweden.

### 2016
Anfang November 2016 erfolgte ein neuer Ausbruch in Schleswig-Holstein im Bereich des Plöner Sees, bei dem zunächst vor allem Reiherenten betroffen waren. Laut Europäischem Zentrum für die Prävention und die Kontrolle von Krankheiten (ECDC) wurden die Viren – wie im Jahr zuvor – durch migrierende Zugvögel eingeschleppt. Am 8. November 2016 wurde der Erreger im Bodenseegebiet nachgewiesen. Per 11. November 2016 hat sich der Nachweis des Erregers an einem Tier eines österreichischen Putenzuchtbetriebes in Hard (Vorarlberg) bestätigt. Als Konsequenz darauf wurden 1100 Puten des betroffenen Betriebes gekeult. Am 12. November 2016 wurde der Erreger in einem Geflügelzuchtbetrieb im Dorf Grumby (Gemeinde Twedt) an der Schlei nachgewiesen; 30.000 Tiere wurden getötet. Da das Virus zudem bei einigen Wildvögeln nachgewiesen wurde, erließen einige Landkreise bzw. Bundesländer eine Stallpflicht. Am 24. November 2016 wurde in einem Geflügelmastbetrieb in Barßel im Landkreis Cloppenburg der Erreger nachgewiesen. Der Bestand von 16.000 Putenhähnen wurde gekeult. Die Tötung von weiteren 92.000 Tieren in umliegenden Ställen des betroffenen Betriebes wurde angeordnet. Über Weihnachten kam es zu Ausbrüchen in den Gemeinden Garrel (ebenfalls im Landkreis Cloppenburg) und Dötlingen (im benachbarten Landkreis Oldenburg).
Auch in anderen europäischen Ländern wurde das Virus an Wildvögeln oder Geflügelbeständen nachgewiesen. So meldeten im November 2016 nach Deutschland und Österreich auch die Schweiz, die Niederlande, Dänemark, Kroatien und Polen Virusnachweise, ferner Indien und Israel, Südkorea, Taiwan und Russland sowie Rumänien, Ägypten, Frankreich, Japan, Iran Schweden, Finnland und diverse weitere Staaten. In Japan wurden Ende November 2016 nach zwei Ausbrüchen in Tierhaltungen – in Aomori und Niigata – insgesamt mehr als 315.000 Tiere und in Südkorea im Dezember 2016 fast 30 Millionen Hühner getötet.
Die ab Herbst 2016 zunächst in Europa und später auch auf anderen Kontinenten nachgewiesene Variante von A/H5N8 erwies sich für Wild- und Zuchtgeflügel als letaler im Vergleich mit der Variante aus dem Jahr 2014. So waren beispielsweise Pfeifenten 2014 nicht an den Folgen einer H5N8-Infektion gestorben, wohl aber 2016. Zudem äußerten Experten sich überrascht, dass Zugvögel diese HPAI-Variante überhaupt derart weiträumig, wie beobachtet, verbreiten konnten, ohne selbst noch während des Vogelzugs daran zu sterben.
Im Winter 2016/17 kam es in Mecklenburg-Vorpommern, Schleswig-Holstein, Niedersachsen und Hamburg zu mindestens 17 Todesfällen bei Seeadlern infolge einer nachgewiesenen Infektion mit der Variante H5N8 2.3.4.4b.

### 2017
Am 10. Januar 2017 wurde aufgrund des erhöhten Geflügelpestrisikos in Österreich eine Stallpflicht für alle Geflügelhalter ausgerufen.
Am 27. Januar 2017 wurde in dem Geflügelmastbetrieb der Knops Putenmast KG in Deyelsdorf (Landkreis Vorpommern-Rügen) bei einigen von rund 40.000 Puten A/H5N8 nachgewiesen. Zu diesem Zeitpunkt war A/H5N8 nach Angaben des Friedrich-Loeffler-Instituts in 23 europäischen Staaten nachgewiesen worden. In einem Legehennenbetrieb in Schwanheide bei Boizenburg (Landkreis Ludwigslust-Parchim) wurden nach dem Virusfund 106.000 Tiere getötet, im Südwesten Frankreichs wurden im Januar 2017 rund 800.000 Enten und Gänse aus Freiluft-Betrieben getötet, Ende Februar 2017 wurden im südwest-französischen Département Landes auf Weisung der Zentralregierung weitere 600.000 Tiere – der gesamte verbliebene Entenbestand des Gebiets – getötet, nachdem dort das Virus in 306 Zuchtbetrieben nachgewiesen worden war.
Am 6. März 2017 wurde ein mit A/H5N8 infizierter Krauskopfpelikan im Tiergarten Schönbrunn eingeschläfert. Daraufhin wurden die restlichen 19 Tiere untersucht, wobei bei diesen ebenfalls eine Infektion festgestellt worden war. Diese Tiere wurden am 10. März 2017 eingeschläfert.
Am 20. März 2017 stellte das Friedrich-Loeffler-Institut (FLI) klar, dass es „keinen Zweifel an der Feststellung, dass das Virus mit Zugvögeln aus Asien nach Europa gekommen ist“, gebe. Damit distanzierte sich das FLI von der Spekulation, H5N8 sei in Europa in der Intensivgeflügelhaltung entstanden und erst anschließend auf Wildvögel übertragen worden.

### 2018
Nachdem es in Südafrika bereits seit 2016 mehrere Ausbrüche in Tierhaltungen gegeben hatte, wiesen Veterinärmediziner im Februar 2018 das Virus in frei lebenden Brillenpinguinen – einer als „gefährdet“ eingestuften Art – sowie in verendeten Eilseeschwalben, in Kapscharben und Wanderfalken nach. Daraufhin untersagte das südafrikanische Umweltministerium im März 2018 jegliche Forschungsarbeiten im Bereich der betroffenen Vogelkolonien, um ein unwillentliches Verschleppen der Viren durch Forscher zu vermeiden. In Berichten an die Weltorganisation für Tiergesundheit (OIE) wurden zudem zahlreiche weitere infizierte Wildvögel unterschiedlicher Arten gemeldet. Ein Ausbruch in Bulgarien hatte im Herbst 2018 den Tod von 44.000 Tieren in einer Geflügelfarm zur Folge.

### 2019
Im Februar 2019 wurde bekannt gegeben, dass das Virus auch in Namibia – auf Halifax Island – in einer Kolonie von rund 7.000 Brillenpinguinen nachgewiesen wurde; mehr als 200 Tiere starben.

### 2020
Anfang Januar wurde bekannt gegeben, dass es ab dem 30. Dezember 2019 in Polen zu mehreren H5N8-Ausbrüchen kam. Das Virus wurde u. a. am 3. Januar auf einem Betrieb mit 13.000 Perlhühnern nachgewiesen; bis zu diesem Zeitpunkt mussten bereits über 40.000 Truthähne und Hühner gekeult werden. Seither hat sich das Virus schnell in Osteuropa ausgebreitet. Bereits Mitte Januar wurde es auch in Ungarn, der Slowakei und Rumänien festgestellt. Ebenfalls schon im Januar trat bei einer Blässgans im Landkreis Spree-Neiße nahe der Grenze zu Polen der erste Fall der Saison in Deutschland auf.
Im März 2020 wurden in einem Betrieb in Dornum (Niedersachsen) 10.000 Puten wegen des Auftretens von A/H5N8 getötet. Vom Veterinäramt wurde ein Sperrbezirk mit Radius von drei Kilometern und ein Beobachtungsgebiet mit Radius von zehn Kilometern um den Betrieb eingerichtet. Kurz darauf wurde in Frohburg (Sachsen) bei einem verendeten Mäusebussard A/H5N8 nachgewiesen und in Bülstringen (Landkreis Börde, Sachsen-Anhalt) 20.000 Tiere einer Putenmastanlage getötet.
Nachdem Ende Oktober 2020 Fälle von Vogelgrippe in den Niederlanden aufgetreten waren, wurden noch im selben Monat bei mehreren Wildvögeln in Norddeutschland (in Hamburg, Mecklenburg-Vorpommern und bei verschiedenen Wildvögeln in Schleswig-Holstein) die Virustypen H5N8 und H5N5 nachgewiesen.

### 2021
Im März 2021 wurde der Virustyp H5N8 in einem Geflügelbetrieb in Delbrück (Kreis Paderborn, Nordrhein-Westfalen) nachgewiesen, der sich auf die Aufzucht von Junghennen spezialisiert hat. Über den Verkauf unentdeckt bereits infizierter Junghennen im mobilen Handel (Verkaufsfahrzeuge) konnte sich die Krankheit rasch über fast ganz Deutschland ausbreiten. Bis Ende März wurden in Nordrhein-Westfalen fast 200.000 Vögel vorsorglich getötet. Besonders betroffen ist auch Baden-Württemberg. Seit dem 10. April gelten in der angrenzenden Schweiz vorbeugende Maßnahmen.
Das Virus wurde im April 2021, unabhängig von der Situation in Süddeutschland, auch in einer Geflügelhaltung im französischen Département Haute-Savoie nachgewiesen. Da es sich um einen Fall in Seenähe handelt, wurden ab dem 15. April auch in der Schweiz entlang der Ufer des westlichen Teils des Genfersees (Petit Lac) vorsorgliche Maßnahmen getroffen.

## Belege
1. ↑  Erster Ausbruch aviärer Influenza A(H5N8) bei Geflügel in Europa bestätigt. Auf: euro.who.in vom 21. November 2014
2. ↑  The Global Consortium for H5N8 and Related Influenza Viruses: Role for migratory wild birds in the global spread of avian influenza H5N8. In: Science. Band 354, Nr. 6309, 2016, S. 213–217, doi:10.1126/science.aaf8852
3. ↑  Friedrich-Loeffler-Institut: Schwerster jemals registrierter Vogelgrippeausbruch in Deutschland. Bericht der Neuen Osnabrücker Zeitung vom 31. Januar 2017 (auf presseportal.de)
4. ↑  Russland: Erstmals Menschen mit Vogelgrippe-Virus vom Typ H5N8 infiziert. In: Der Spiegel. Abgerufen am 21. April 2022.
5. ↑  Russland meldet erste Übertragung von Vogelgrippe-Virus H5N8 auf Menschen. In: aerzteblatt.de. Deutsches Ärzteblatt, 22. Februar 2021, abgerufen am 21. April 2022.
6. 1 2 3 4  Outbreaks of highly pathogenic avian influenza A(H5N8) in Europe. (Memento vom 22. November 2016 im Internet Archive) Auf: ecdc.europa.eu vom 18. November 2016.
7. ↑  WHO: Assessment of risk associated with influenza A(H5N8) virus. Auf: who.int vom 17. November 2016.
8. ↑  Gesetz für den Schutz vor Masern und zur Stärkung der Impfprävention (Masernschutzgesetz). (PDF) Artikel 1 : Änderung des Infektionsschutzgesetzes. In: BGBl. I S. 148. 13. Februar 2020, abgerufen am 14. März 2020.
9. ↑  Influenza Strain Details for A/turkey/Ireland/?/1983(H5N8). Auf: fludb.org – Influenza Research Database, aufgerufen am 6. November 2014.
10. ↑  Dennis J. Alexander et al.: Highly pathogenic avian influenza outbreaks in Europe, Asia, and Africa since 1959, excluding the Asian H5N1 virus outbreaks. In: David E. Swayne (Hrsg.): Avian Influenza. Blackwell Publishing, 2008, S. 223, ISBN 978-0-8138-2047-7.
11. ↑  Liste von H5N8-Nachweisen Auf: fludb.org – Influenza Research Database, aufgerufen am 6. November 2014.
12. ↑  New Avian Flu Virus Ravages Poultry in Korea. Auf: Sciencemag.org vom 6. Februar 2014.
13. ↑  OIE: Highly pathogenic avian influenza, Korea (Rep. of). (Memento vom 25. September 2015 im Internet Archive) Information received on 18/01/2014 from Dr TaeYung Kim, Director General, Livestock Policy Bureau, Ministry for Food, Agriculture, Forestry & Fisheries, Sejong-Si, Korea (Rep. of).
14. ↑  J. Jeong, H. M. Kang, E. K. Lee et al.: Highly pathogenic avian influenza virus (H5N8) in domestic poultry and its relationship with migratory birds in South Korea during 2014. In: Veterinary microbiology. Band 173, Nr. 3–4, 2014, S. 249–57, PMID 25192767.
15. ↑  Dong-Hun Lee et al.: Intercontinental Spread of Asian-origin H5N8 to North America through Beringia by Migratory Birds. In: Journal of Virology. Band 89, Nr. 12, 2015, S. 6521–6524, doi:10.1128/JVI.00728-15.
16. ↑  OIE 16826, Report Date: 25/12/2014, Country: Russia. (Memento vom 4. März 2016 im Internet Archive) Immediate notification report der Weltorganisation für Tiergesundheit vom 25. Dezember 2014 (PDF).
17. ↑  Report reference: REF OIE 16771, Report Date: 16/12/2014, Country: United States of America. (Memento vom 17. Dezember 2014 im Internet Archive) Im Original publiziert auf oie.int vom 16. Dezember 2014.
18. ↑  Weltgesundheitsorganisation: Immediate notification report. (Memento vom 21. Januar 2015 im Internet Archive) vom 20. Januar 2015, REF OIE 17014, Report Date: 20/01/2015, Country :United States of America.
19. ↑  Follow-up report No. 6. (Memento vom 14. November 2016 im Internet Archive) vom 3. Februar 2015 „from Dr John Clifford, Deputy Administrator, Animal and Plant Health Inspection Service, United States Department of Agriculture“ an die OIE.
20. ↑  Report reference: CAN-2015-NAI-003 REF OIE 17577. (Memento vom 4. März 2016 im Internet Archive) Im Original publiziert auf oie.int vom 1. Mai 2015.
21. ↑  Hon S. Ip et al.: Novel Eurasian Highly Pathogenic Avian Influenza A H5 Viruses in Wild Birds, Washington, USA, 2014. In: Emerging Infectious Diseases. Band 21, Nr. 5, Mai 2015, doi:10.3201/eid2105.142020, Volltext (PDF).
22. ↑  Immediate notification report: Report reference: 14-015-00003 REF OIE 16474. (PDF) (Memento vom 24. September 2015 im Internet Archive) Meldung der deutschen Behörden an die Weltorganisation für Tiergesundheit vom 6. November 2014.
23. ↑  Geflügelpest soll nicht das Ende sein: Putenmäster will wieder durchstarten. Auf: nordkurier.de vom 10. November 2014.
24. ↑  Weltorganisation für Tiergesundheit (Memento vom 14. November 2016 im Internet Archive), 16. November 2014:  Information received on 16/11/2014 from Dr Christianne Bruschke, Chief Veterinary Officer, Ministry of Economic Affairs, Ministry of Economic Affairs, The Hague, Netherlands.
25. ↑  Bird flu: Culling to begin at Nafferton farm. Auf: bbc.com vom 18. November 2014.
26. ↑  Bird flu outbreak: cull begins at East Yorkshire duck farm. (Memento vom 21. November 2014 im Internet Archive). Im Original publiziert auf telegraph.co.uk vom 18. November 2014.
27. ↑  Vogelgriep Kamperveen blijkt variant H5N8. Auf: nu.nl vom 22. November 2014.
28. ↑   H5N8-Virus: Vogelgrippe erstmals in Europa bei Wildvogel. Auf: spiegel.de vom 22. November 2014.
29. ↑  OIE: Follow-up report No.1 / Report reference: 14-015-00003, Reference OIE: 16576, Report Date: 25/11/2014, Country: Germany. (Memento vom 12. August 2016 im Internet Archive) Auf: oie.int vom 25. November 2014 (PDF).
30. ↑  Cornelia Adlhoch et al.: Comparing introduction to Europe of highly pathogenic avian influenza viruses A(H5N8) in 2014 and A(H5N1) in 2005. In: Eurosurveillance. Band 19, Nr. 50, 18. Dezember 2014, Volltext.
31. ↑  Erreger H5N8: Gefährliches Vogelgrippe-Virus in Niedersachsen. Auf: spiegel.de vom 16. Dezember 2014.
32. ↑  Report reference: REF OIE 16768, Report Date: 16/12/2014, Country: Italy (Memento vom 4. März 2016 im Internet Archive) Im Original publiziert auf oie.int vom 16. Dezember 2014.
33. ↑  H5N8-Virus bei Weißstorch im Rostocker Zoo. (Memento vom 9. Januar 2015 im Internet Archive) Auf: ndr.de vom 9. Januar 2015.
34. ↑  Vogelgrippe im Rostocker Zoo: Weitere 18 Tiere mussten getötet werden. Auf: spiegel.de vom 10. Januar 2015.
35. ↑  Vogelgrippe im Zoo Rostock: 60 Vögel getötet. (Memento vom 12. Januar 2015 im Internet Archive) Im Original publiziert auf ndr.de vom 12. Januar 2015.
36. ↑  H5N8 im Landkreis Nordhausen. Auf: nnz-online.de vom 12. Januar 2015.
37. ↑  Schwerin: H5N8-Erreger bei Huhn nachgewiesen. Auf: spiegel.de vom 21. Januar 2015.
38. ↑  OIE: Immediate notification (Memento vom 14. November 2016 im Internet Archive) vom 25. Februar 2015 des Ministry of Agriculture, Budapest, Hungary.
39. ↑  Report reference: OIE 17393, Report Date: 20/03/2015, Country: Sweden. (Memento vom 5. März 2016 im Internet Archive) Immediate notification report, im Original publiziert auf oie.int vom 20. März 2015.
40. ↑  Vogelgrippe: Aggressive Geflügelpest erreicht Deutschland. In: Die Zeit vom 8. November 2016.
41. ↑  Vogelgrippe-Virus im Bodenseegebiet nachgewiesen. In: Die Presse vom 8. November 2016.
42. ↑  Vogelgrippe: Zweiter Verdachtsfall in Vorarlberg bestätigt. Auf: kleinezeitung.at vom 11. November 2016.
43. ↑  Geflügelpest: Tausende Hühner werden gekeult. (Memento vom 14. November 2016 im Internet Archive). Im Original publiziert auf ndr.de vom 13. November 2016.
44. ↑  tagesschau.de: Die Angst vor der Vogelgrippe ist zurück. In: tagesschau.de. Abgerufen am 15. November 2016.
45. ↑  Super-Gau: H5N8 in Cloppenburg bestätigt; ZDG fordert Stallpflicht. In: top agrar online. (topagrar.com [abgerufen am 21. April 2022]).
46. ↑  Weitere 92.000 Tiere müssen wegen Geflügelpest-Ausbruch in Niedersachsen sterben. (Memento vom 24. November 2016 im Internet Archive). Im Original publiziert auf deutschland-today.de  vom 24. November 2016.
47. ↑  Vogelgrippe Im Nordwesten: Geflügelpest weitet sich aus. Auif: nwzonline.de vom 25. Dezember 2016.
48. ↑  OIE: Immediate notification report. REF OIE 21709, Report Date: 29/11/2016, Country: Romania. (Memento vom 1. Dezember 2016 im Internet Archive)
49. ↑  OIE: Immediate notification report. REF OIE 21730, Report Date: 30/11/2016, Country: Egypt. (Memento vom 1. Dezember 2016 im Internet Archive)
50. ↑  OIE: Immediate notification report. REF OIE 21693, Report Date: 28/11/2016, Country: France. (Memento vom 29. November 2016 im Internet Archive)
51. ↑  OIE: Immediate notification report. REF OIE 21608, Report Date: 21/11/2016, Country: Japan. (Memento vom 22. November 2016 im Internet Archive)
52. ↑  OIE: Immediate notification report. REF OIE 21618, Report Date: 21/11/2016, Country: Iran. (Memento vom 22. November 2016 im Internet Archive)
53. ↑  OIE: Immediate notification report. EF OIE 21653, Report Date: 23/11/2016, Country: Sweden. (Memento vom 25. November 2016 im Internet Archive)
54. ↑  OIE: Immediate notification report. REF OIE 21669, Report Date: 25/11/2016, Country: Finland. (Memento vom 28. November 2016 im Internet Archive)
55. ↑  OIE: Immediate notification report. REF OIE 21714, Report Date: 29/11/2016, Country: Japan. (Memento vom 1. Dezember 2016 im Internet Archive)
56. ↑  Vogelgrippe in Südkorea: Bereits 26 Millionen Hühner getötet. Auf: onvista.de vom 26. Dezember 2016.
57. ↑  Kai Kupferschmidt: New bird flu strain brings death and questions. In: Science. Band 354, Nr. 6318, 2016, S. 1363–1364, doi:10.1126/science.354.6318.1363.
58. ↑  Oliver Krone, Anja Globig, Reiner Ulrich et al.: White-Tailed Sea Eagle (Haliaeetus Albicilla) Die-Off due to Infection with Highly Pathogenic Influenza Virus, Subtype H5N8, in Germany. In: Viruses. Band 10, Nr. 9, 2018, Nr. 478, doi:10.3390/v10090478 
 Wissenschaftler weisen erstmals tödliche Vogelgrippe-Infektion beim Seeadler nach. Auf: idw-online.de vom 4. Oktober 2018.
59. ↑  Vogelgrippe: Stallpflicht österreichweit in Kraft Auf: derstandard.at vom 10. Januar 2016.
60. ↑  Verdacht bestätigt - Geflügelpest-Virus H5N8 in Putenmastbetrieb. Nordkurier, 27. Januar 2017, abgerufen am 29. Januar 2017.
61. ↑  Friedrich Loeffler-Institut: Klassische Geflügelpest. Risikoeinschätzung, 24.01.2017. (Memento vom 30. Januar 2017 im Internet Archive) Auf: fli.de vom 24. Januar 2017.
62. ↑  Geflügelpest bei Boizenburg – 106.000 Legehennen betroffen. Auf: nordkurier.de vom 31. Januar 2017.
63. ↑  Vogelgrippe in Frankreich: 800.000 Enten und Gänse werden getötet . Auf: agrarheute.com vom 5. Januar 2017.
64. ↑  Südfrankreich: Weitere 600.000 Enten wegen Vogelgrippe getötet. Auf: stuttgarter-zeitung.de vom 21. Februar 2017.
65. ↑  Vogelgrippe: Alle Pelikane im Zoo eingeschläfert. Auf: wien.orf.at vom 10. März 2017.
66. ↑  FLI: Überträger der Geflügelpest sind eindeutig Wildvögel. In: agrarheute.com. 21. März 2017 (agrarheute.com [abgerufen am 21. April 2022]).
67. ↑  Risikoeinschätzung zum Auftreten von HPAIV in Deutschland. Urheber: Friedrich-Loeffler-Institut, Stand: 2. Mai 2017.
68. ↑  Nearly 200,000 ducks killed in bird flu cull. (Memento vom 29. März 2018 im Internet Archive). Im Original publiziert auf newshub.co.nz vom 27. November 2016.
69. ↑  Update on avian influenza H5N8 outbreak in SA. Pressemitteilung des südafrikanischen Department of Agriculture, Forestry and Fisheries vom 11. Juli 2017.
70. ↑  Avian flu freezes coastal bird research in South Africa. Auf: nature.com vom 28. März 2018.
71. ↑  Measures in place to address bird flu. Auf: citizen.co.za vom 26. März 2018.
72. ↑  Follow-up report No.19: HPAI H5N8 2017 wild. Reference OIE: 26136, Report Date: 09/03/2018, Country: South Africa. (Memento vom 15. März 2018 im Internet Archive) Auf: oie.int vom 9. März 2018.
73. ↑  Immediate notification report: REF OIE 28130, Report Date: 30/09/2018, Country: Bulgaria. (Memento vom 2. Oktober 2018 im Internet Archive) Im Original publiziert auf oie.int vom 30. September 2018.
74. ↑  Immediate notification report. REF OIE 29510, Report Date: 12/02/2019, Country: Namibia. (Memento vom 13. Februar 2019 im Internet Archive) Im Original publiziert auf oie.int vom 12. Februar 2019.
75. ↑  OIE: Immediate notification (Memento vom 15. August 2020 im Internet Archive) vom 2. Januar 2020 betreffend H5N8-Ausbruch im Osten Polens.
76. ↑  Vogelgrippe in Polen - Mehr als 40'000 Tiere bereits getötet. In: srf.ch. 3. Januar 2020, abgerufen am 21. April 2022.
77. ↑  H5N8-Virus: Erster neuer Fall von Vogelgrippe in Deutschland. Auf: spiegel.de vom 20. Januar 2020.
78. ↑  OIE: Immediate notification (Memento vom 27. März 2020 im Internet Archive) betreffend Ausbruch in Dornum, Aurich, Niedersachsen. Auf: oie.int vom 21. März 2020.
 agrarheute Anke Fritz: Vogelgrippe H5N8 in Aurich: 10.000 Puten getötet. 23. März 2020, abgerufen am 21. April 2022.
79. ↑  OIE: Immediate notification (Memento vom 24. März 2020 im Internet Archive) betreffend Mäuseburrad in Frohburg, Leipzig, Sachsen vom 23. März 2020.
80. ↑  Immediate notification (Memento vom 3. August 2020 im Internet Archive) betreffend Ausbruch in Bülstringen, Börde, Sachsen-Anhalt. Auf: oie.int vom 31. März 2020.
 Geflügelpest in Mastanlage im Landkreis Börde. Auf: volksstimme.de vom 30. März 2020.
81. ↑  Mehrere Fälle von Geflügelpest in Norddeutschland nachgewiesen. In: Der Spiegel. 31. Oktober 2020, abgerufen am 21. April 2022.
82. ↑  Geflügelpest im Kreis Paderborn: 30 000 Masthähnchen getötet. Auf: sueddeutsche.de vom 3. April 2021.
83. ↑  Vogelgrippefälle bei Hausgeflügel in Deutschland – erhöhte Wachsamkeit auch in der Schweiz wichtig. In: admin.ch. Bundesamt für Lebensmittelsicherheit und Veterinärwesen, 1. April 2021, abgerufen am 21. April 2022.
84. ↑  Geflügelpest: Weiterer Ausbruch im Märkischen Kreis bestätigt / Acht Fälle werden in Nordrhein-Westfalen derzeit bearbeitet – Aufstallungspflichten auf die Bezirke Detmold, Arnsberg und Münster ausgeweitet. In: land.nrw. Ministerium für Umwelt, Landwirtschaft, Natur- und Verbraucherschutz des Landes Nordrhein-Westfalen, 29. März 2021, abgerufen am 21. April 2022.
85. ↑  Vogelgrippefälle bei Hausgeflügel in Deutschland – vorbeugende Massnahmen in der Schweiz. In: admin.ch. Bundesamt für Lebensmittelsicherheit und Veterinärwesen, 9. April 2021, abgerufen am 21. April 2022.
86. ↑  Vogelgrippe: In der Region Nyon und im Kanton Genf werden weitere Massnahmen angeordnet. In: admin.ch. Bundesamt für Lebensmittelsicherheit und Veterinärwesen, 15. April 2021, abgerufen am 21. April 2022.

- Karte mit allen verlinkten Seiten:
- OSM |
- WikiMap